# 長球波函數
在數學中，長球波函數由一個限時、限頻、與第二個限時的函數相乘而成。假定{\displaystyle Q_{T}}表示一個切截時間的運算器，且{\displaystyle x=Q_{T}x}，則x必為有限時間區間的函數，當x在{\displaystyle [-T/2;T/2]}的區間內。同理，假定{\displaystyle P_{W}}表示一個理想的低頻濾波器，且{\displaystyle x=P_{W}x}，則x必為有限頻寬區間的函數，當x在{\displaystyle [-W;W]}的區間內。透過組合上述運算子，使得{\displaystyle Q_{T}P_{W}Q_{T}}轉變成線性、有界且自伴的運算式。對於{\displaystyle n=1,2,\ldots }，我們假設{\displaystyle \psi _{n}}為第n項的本徵函數，定義下列函式
{\displaystyle \ Q_{T}P_{W}Q_{T}\psi _{n}=\lambda _{n}\psi _{n},}
其中{\displaystyle \{\lambda _{n}\}_{n}}為對應的本徵值。此時限函數{\displaystyle \{\psi _{n}\}_{n}}即為長球波函數(PSWFs).在此領域中，幾個非常重要的先驅文章由Slepian and Pollak, Landau and Pollak, and Slepian.所提出。
這些函數有些不同的意涵，當在解亥姆霍兹方程{\displaystyle \Delta \Phi +k^{2}\Phi =0}，透過在長球面坐標系做變數分離，使得{\displaystyle (\xi ,\eta ,\phi )}各代表：
{\displaystyle \ x=(d/2)\xi \eta ,}
{\displaystyle \ y=(d/2){\sqrt {(\xi ^{2}-1)(1-\eta ^{2})}}\cos \phi ,}
{\displaystyle \ z=(d/2){\sqrt {(\xi ^{2}-1)(1-\eta ^{2})}}\sin \phi ,}
{\displaystyle \ \xi >=1}  and {\displaystyle |\eta |<=1}.
得到解{\displaystyle \Phi (\xi ,\eta ,\phi )}為長球波函數{\displaystyle R_{mn}(c,\xi )}與角球波函數{\displaystyle S_{mn}(c,\eta )}的成積乘上{\displaystyle e^{im\phi }}. 這裡的變數c可定義為{\displaystyle c=kd/2}, with {\displaystyle d}為長球的橢圓截面的兩焦點的距離。
徑向波(The radial wave function){\displaystyle R_{mn}(c,\xi )}滿足線性常微分方程:
{\displaystyle \ (\xi ^{2}-1){\frac {d^{2}R_{mn}(c,\xi )}{d\xi ^{2}}}+2\xi {\frac {dR_{mn}(c,\xi )}{d\xi }}-\left(\lambda _{mn}(c)-c^{2}\xi ^{2}+{\frac {m^{2}}{\xi ^{2}-1}}\right){R_{mn}(c,\xi )}=0}
此本徵值{\displaystyle \lambda _{mn}(c)}在Sturm-Liouville 微分方程中已被固定，透過設定{\displaystyle {R_{mn}(c,\xi )}}為有限函數，當 {\displaystyle |\xi |\to 1_{+}}.
角波函數滿足下列微分方程：
{\displaystyle \ (\eta ^{2}-1){\frac {d^{2}S_{mn}(c,\eta )}{d\eta ^{2}}}+2\eta {\frac {dS_{mn}(c,\eta )}{d\eta }}-\left(\lambda _{mn}(c)-c^{2}\eta ^{2}+{\frac {m^{2}}{\eta ^{2}-1}}\right){S_{mn}(c,\eta )}=0}
這跟徑向波函數式為同樣的微分方程。然而，這兩式的變數的範圍是不同的(在徑向波函數中{\displaystyle \xi >=1})，在角波函數中{\displaystyle |\eta |<=1})。
當給定{\displaystyle c=0}，這兩個微分方程可以簡化成滿足伴隨勒讓德多項式的式子。當給定{\displaystyle c\neq 0}，角波函數可被展開成勒讓德級數。
注意，如果我們將角波函數寫成{\displaystyle S_{mn}(c,\eta )=(1-\eta ^{2})^{m/2}Y_{mn}(c,\eta )}，函數{\displaystyle Y_{mn}(c,\eta )}將滿足以下線性微分方程：
{\displaystyle \ (1-\eta ^{2}){\frac {d^{2}Y_{mn}(c,\eta )}{d\eta ^{2}}}-2(m+1)\eta {\frac {dY_{mn}(c,\eta )}{d\eta }}+\left(c^{2}\eta ^{2}+m(m+1)-\lambda _{mn}(c)\right){Y_{mn}(c,\eta )}=0,}
此函數為球波函數。這個輔助方程式在Stratton 1935年的文章被當作例子。
現存不少不同的球函數標準化的方法，在Abramowitz and Stegun.的文章中有整理的表格。Abramowitz跟Stegun(以及現在的相關文章)都沿用Flammer當初提出來的符號。
一開始，球波函數是由C. Niven,提出，他在球座標上引入Helmholtz方程式。許多專題論文已經探討出球波函數的很多面向，例如Strutt, Stratton et al., Meixner and Schafke, and Flammer.等人的作品。
Flammer提供了一個完整的討論，計算出長球與扁球的本徵值、角波函數與徑函數。許多電腦程式已經因應發展出來，其中包含King與其團隊, Patz和Van Buren, Baier與其團隊, Zhang和Jin, Thompson,、Falloon. Van Buren和Boisvert最近發展出新的方法去計算出長球波函數，延伸了數值解的能力，能運算極廣的變數範圍。Fortran原始碼結合了新的結果與傳統的方法，可見於http://www.mathieuandspheroidalwavefunctions.com.。 （页面存档备份，存于）
Flammer, Hunter, Hanish et al., and Van Buren et al.等人也提出了數值解的整理表格。
NIST提供的DLMF(Digital Library of Mathematical Functions)(http://dlmf.nist.gov)是個了解球波函數的良好資源。%5B%5D
關於值域落在單位球的表面的長球波函數，我們通稱為"Slepian functions" (另見「頻譜集中問題」)。這函數存在非常多的應用，像是大地測量以及宇宙學.

## 外部連結
- MathWorld Spheroidal Wave functions （页面存档备份，存于）
- MathWorld Prolate Spheroidal Wave Function （页面存档备份，存于）
- MathWorld Oblate Spheroidal Wave function （页面存档备份，存于）